# Хаиндрава, Леван Ивлианович
Лева́н Ивлиа́нович Хаиндра́ва (27 декабря 1916, Харбин — 1996, Тбилиси) — русский писатель.

## Биография
Родился 27 декабря 1916 года в городе Харбине (Китай), в семье Ивлиана Ивановича Хаиндрава, в юношеском возрасте сосланного на каторгу на остров Сахалин, а позднее поселившегося в Маньчжурии. И. Хаиндрава был одним из основателей харбинского грузинского общества взаимопомощи, председателем которого состоял более четверти века.
Леван Хаиндрава после окончания средней школы в 1933 году, уехал для продолжения образования в город Шанхай, окончил французский университет «Аврора», после чего до лета 1940 года служил во французских учреждениях. Незадолго до начала Отечественной войны возбудил вместе с матерью и братом (отец скончался в 1938-м году) ходатайство о советском гражданстве и разрешении приехать на постоянное жительство на родину.
Писать начал еще в студенческие годы. С июля 1941 года работал в русскоязычной прессе в Шанхае до отъезда на родину в ноябре 1947 года. Написал роман, который в рукописи привез в СССР. Этот роман вместе с большей частью литературного архива погиб в 1948 году, когда Л. Хаиндрава был арестован.
Первые годы на родине работал преподавателем иностранных языков в средних школах в Тбилиси и в Северном Казахстане, куда был сослан. Будучи полностью реабилитирован в 1955 году, вернулся в Тбилиси вместе с семьей, где скончался в 1996 году.
Всего Леваном Хаиндрава написано 9 книг — 5 романов (среди них «Очарованная даль», «Тесны врата твои», «Отчий дом») и множество повестей и рассказов, многие из которых носят автобиографический характер. Полная драматизма жизнь писателя на чужбине и в родной стране с избытком снабдила его произведения сюжетными коллизиями.
Все произведения, выходившие из под его пера, были написаны на русском языке — в Грузии писатель оказался в возрасте без малого сорока лет, родным языком для него был и остался русский.
Леван Хаиндрава был другом Александра Вертинского и шафером на его свадьбе с Лидией Циргвава в 1943 году в Шанхае.
Сестра писателя — русская поэтесса Лидия Юлиановна Хаиндрова. Сын — известный грузинский кинорежиссер и политик Георгий Хаиндрава.